# Liste de ponts de la Moselle
Liste de ponts de la Moselle, non exhaustive, représentant les édifices présents et/ou historiques dans le département français de la Moselle, en France.

## Ponts de longueur supérieure à 100 m
Les ouvrages de longueur totale supérieure à 100 m du département de la Moselle sont classés ci-après par gestionnaires de voies.

### Autoroute

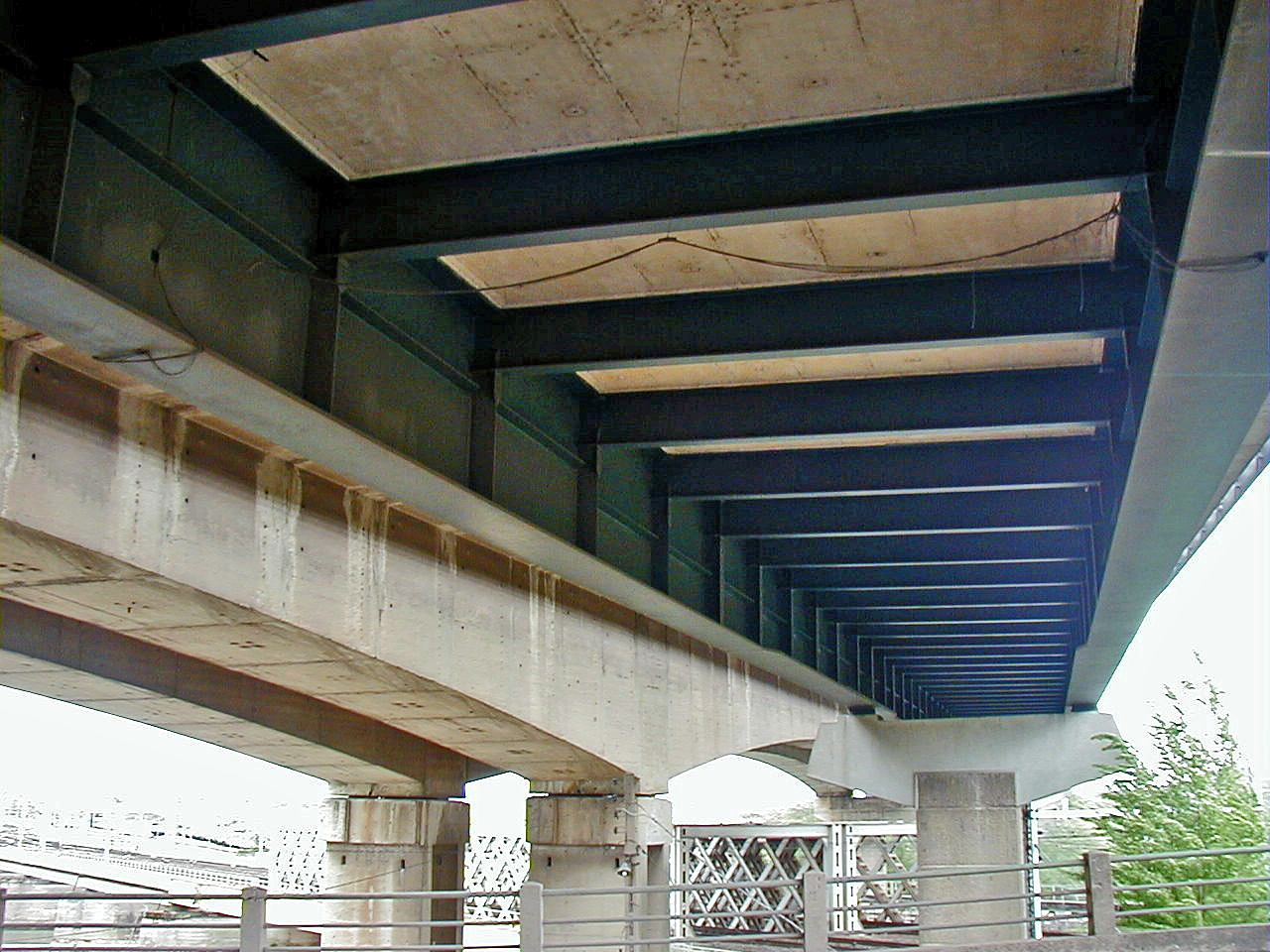
Les 2 tabliers (béton précontraint et mixte) du viaduc de Beauregard à Thionville

Viaduc de Beauregard A31, ~530m qui franchit la Moselle à Thionville.

## Ponts présentant un intérêt architectural ou historique

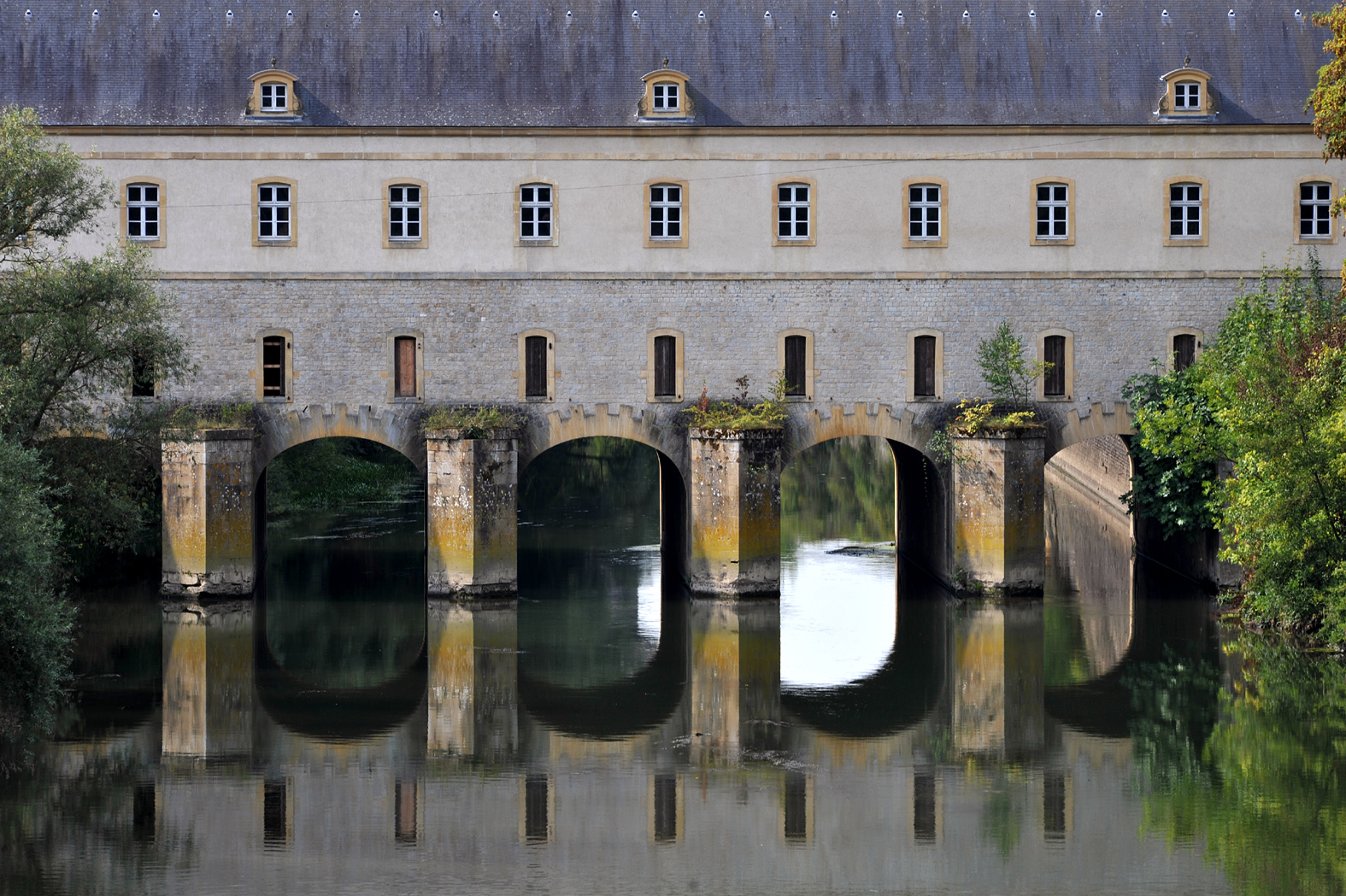
Pont-écluse de Cormontaigne à Thionville

Les ponts de la Moselle inscrits à l’inventaire national des monuments historiques sont recensés ci-après.
- Pont - Achen - XVIIIe siècle
- Pont - Basse-Rentgen - XIXe siècle
- Pont - Beyren-lès-Sierck - XIXe siècle
- Pont sur le Landbach - Dolving - XVIIe siècle ; XVIIIe siècle
- Pont des Thermes - Metz - IIIe siècle ; XVIe siècle
- Vieux Pont - Moulins-lès-Metz
- Pont - Sierck-les-Bains - XVIIIe siècle
- Pont-couvert, puis Pont des Alliés - Thionville - XVIIe siècle ; XIXe siècle ; XXe siècle
- Pont du Couronné XVIIIe siècle
- Pont-écluse sud du couronné d'Yutz - Thionville - XVIIIe siècle
- Pont - Zoufftgen - XIXe siècle
- Pont de Cattenom

## Sources
Base de données Mérimée du Ministère de la Culture et de la Communication.